# European Policy Centre

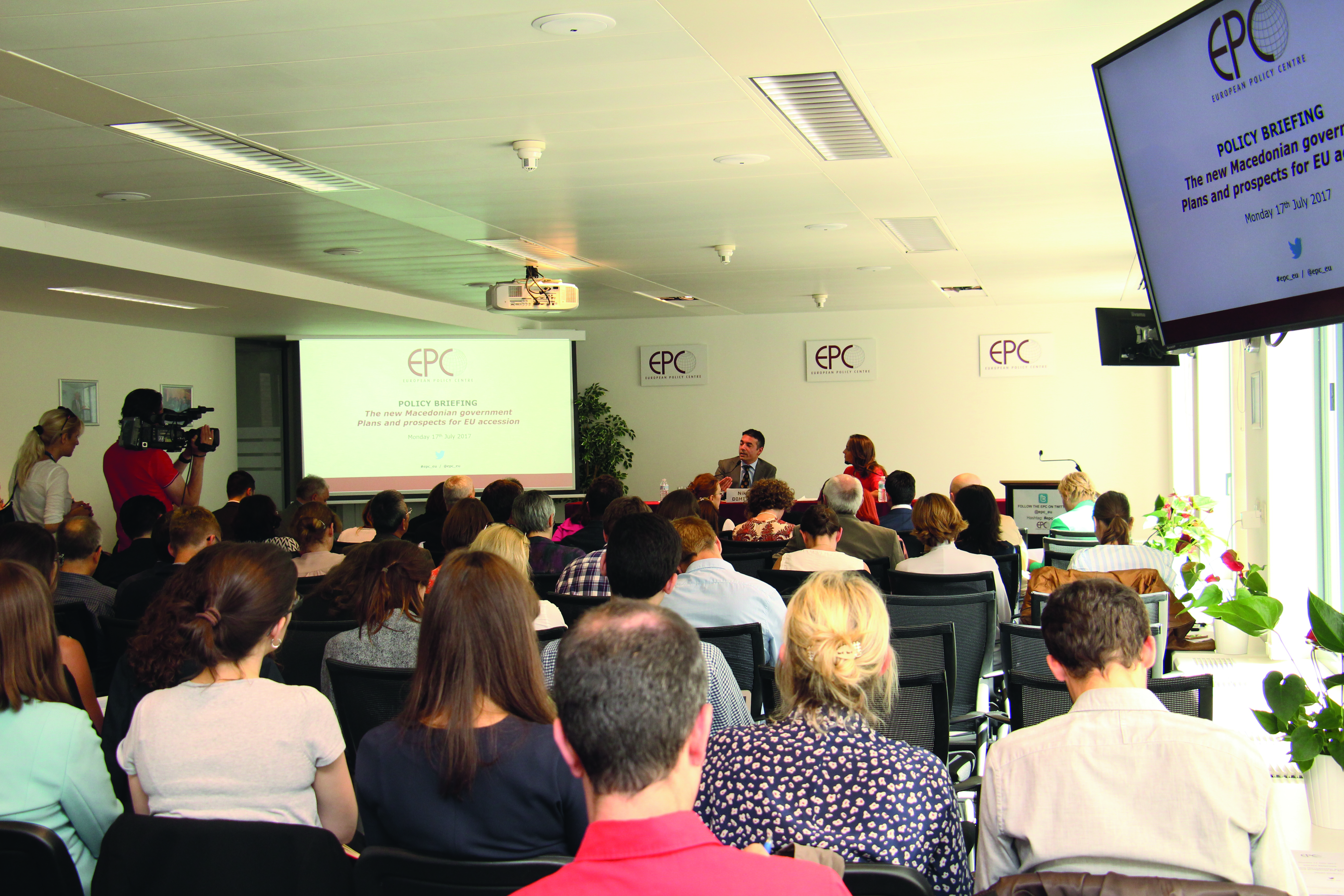
La sala conferenze dello European Policy Centre a Bruxelles.

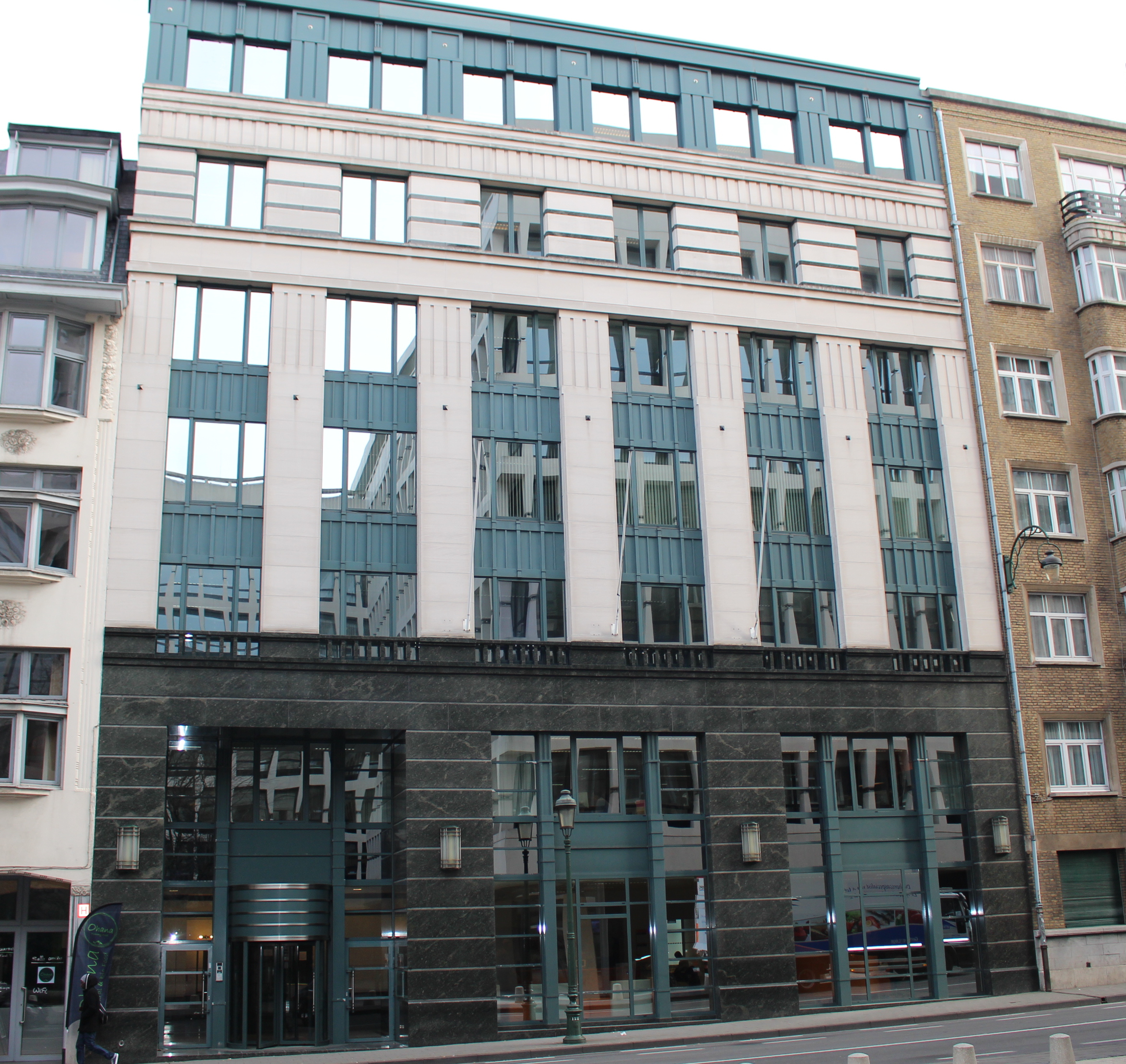
L'edificio che ospita la sede dell'EPC a Bruxelles.

Lo European Policy Centre (EPC) è un think-tank no-profit dedicato alla ricerca sugli affari europei, fondato nel 1997 e con sede a Bruxelles.

## Attività
Sotto la guida di Herman Van Rompuy, il Direttore esecutivo dell'EPC è l'economista tedesco Fabian Zuleeg, mentre il Direttore degli Studi è Janis A. Emmanouilidis, scienziato politico ed economista di origini greco-tedesche. 
I 33 analisti dell'EPC provengono da diversi background di formazione. Essi conducono attività di ricerca e analisi, organizzano dibattiti tra specialisti ed eventi con i principali stakeholder interessati agli affari europei e globali e pubblicano analisi di politiche pubbliche sia online che su carta stampata. L'EPC lavora con 28 consulenti senior e 14 accademici.
Il lavoro di ricerca dell'EPC si struttura in sei programmi principali:
- Politica economica dell'Europa (diretto da Georg Riekeles, direttore associato)
- L'Europa nel Mondo (diretto da Ricardo Borges, direttore associato)
- L'Europa sociale e il benessere (diretto da Elizabeth Kuiper, direttore associato)
- Politiche e istituzioni europee (diretto da Corina Stratulat, Analista politico senior)
- Migrazione e diversità europee (diretto da Marie de Somer, Analista politico senior)
- Prosperità sostenibile per l'Europa (diretto da Annika Hedberg, Analista politico senior)

In aggiunta, l'EPC gestisce il progetto "Connecting Europe" (supporta dalla Mercator Foundation), che promuove scambi sostenibili tra le iniziative della società civile in tutta Europa e la comunità politica di Bruxelles.
Tra i precedenti partecipanti alle conferenze organizzate dall'EPC figurano: Margaret Chan (ex-Direttore generale dell'Organizzazione Mondiale della Sanità); Jacques Delors (ex-Presidente della Commissione europea); Mario Draghi (ex-Primo Ministro dell'Italia ed ex-Presidente della Banca Centrale Europea); Jean-Claude Juncker (ex-Presidente della Commissione europea); Christine Lagarde (attuale Presidente della Banca Centrale Europea ed ex-Direttore generale del Fondo Monetario Internazionale); Martin Schulz (ex-Presidente del Parlamento europeo); Salil Shetty (ex-Segretario generale di Amnesty International); Donald Tusk (attuale Presidente del Gruppo del Partito Popolare Europeo ed ex-Presidente del Consiglio europeo). Oltre questi nomi, hanno presenziato alle conferenze dell'EPC anche diversi ministri e cariche di alto livello da un ampio spettro di paesi sia dell'Unione europea che non.

## Finanziamenti
L'EPC riceve finanziamenti da varie fonti, tra cui i suoi partner strategici: la King Badouin Foundation (con sede in Belgio), la Stiftung Mercator (con sede in Germania) e la Adessium Foundation (con sede nei Paesi Bassi). Il finanziamento dell'EPC si basa anche sulle quote d'iscrizione dei membri e su sovvenzioni da parte dell'Unione Europea e altre organizzazioni locali e internazionali. 
Nel 2021, lo European Policy Centre (EPC) ha dichiarato entrate totali per €3.5 milioni, chiudendo l'anno fiscale con un surplus di €397 mila, portando il capitale azionario a circa €1.1 milioni. Circa il 33% dei fondi dell'EPC per il 2021 sono provenuti da sovvenzioni dal partner strategico della King Badouin Foundation (€350 mila), dalla Stiftung Mercator (€380 mila) per il progetto Connecting Europe, dal Programma Europe for Citizens (€250 mila), dalla Adessium Foundation (€100 mila) per supportare due dei programmi dell'EPC. Inoltre, nel 2021 l'EPC ha ottenuto una donazione dalla Fondazione Cariplo del valore di €50 mila. Le quote d'iscrizione dei membri dell'EPC per il 2021 sono ammontate a €813 mila, pesando per il 23% sul totale.

## Governance
Herman Van Rompuy è il presidente dello European Policy Centre e dirige il suo Comitato consultivo, che include alcuni importanti esponenti istituzionali dell'Unione europea, tra cui: Jean-Claude Juncker, Federica Mogherini, Joaquin Almunia, Maria Joào Rodrigues, Lord Kerr di Kinlochard, Danuta Hübner, Janez Potočnik, André Sapir, Wolfgang Schüssel, Rita Süssmuth, Marta Dassù, Catherine Day, Monica Frassoni e Nathalie Tocci.
L'Assemblea Generale e il Consiglio di Amministrazione dell'EPC sono entrambi presieduti da David O'Sullivan, ex-Ambasciatore per l'Unione Europea negli Stati Uniti.
Tra i precedenti Presidenti dell'EPC ci sono Peter Sutherland (1998-2011) e Philippe Maystadt (2011-2014), mentre tra i precedenti Presidente del Consiglio d'Amministrazione ci sono Hywel Ceri Jones (fondatore del Programma Erasmus), Antonio Vitorino (ex-Commissario europeo) e Meglena Kuneva (ex Commissario europeo).

## Membri
L'EPC conta tra i suoi membri iscritti circa 350 organizzazioni di vario tipo, che spaziano all'interno di un ampio spettro di stakeholders, da grandi multinazionali, associazioni professionali e di settore, gruppi della società civile, ambasciate diplomatiche, organizzazioni non-governative e autorità regionali e locali.

## Critiche

### Industria del tabacco
Nel gennaio 2010, venne pubblicata una ricerca la quale sosteneva che negli anni Novanta lo European Policy Centre (EPC) abbia aiutato l'industria e le aziende del tabacco, assieme ad altri gruppi industriali e lobby "per garantire che il quadro comunitario di valutazione delle politiche ponga l'accento sugli interessi delle imprese a scapito della sanità pubblica."